# Hrabstwo Bibb (Alabama)

Piramida wieku hrabstwa

Hrabstwo Bibb (ang. Bibb County) – hrabstwo w USA, położone w stanie Alabama. Według spisu powszechnego z roku 2000 liczba mieszkańców hrabstwa wynosiła 20 826. Jego siedzibą jest miasto Centreville.

## Geografia
Według United States Census Bureau, hrabstwo Bibb ma powierzchnię 1 622 km², z czego 1 614 km² to ląd, a 8 km² to woda. Woda stanowi 0,5% powierzchni hrabstwa.

## Miasta i miasteczka
- Brent
- Centreville
- Vance
- West Blocton
- Woodstock